# 1866
1866 (MDCCCLXVI) byl rok, který dle gregoriánského kalendáře započal pondělím.

## Události
- 13. ledna – Filipovský zázrak, zjevení Panny Marie
- 8. dubna – Prusko a Itálie uzavřely v Berlíně dohodu o obranné a útočné alianci namířenou proti Rakousku.
- 7. května – Pokus o atentát na Ottu von Bismarck v Berlíně
- 12. května – Konec první tichomořské války
- 14. června – 23. srpna – prusko-rakouská válka
- 20. června – Itálie vyhlásila válku Rakousku
- 24. června – Rakouská armáda porazila Itálii v bitvě u Custozy
- 27. června – bitva u Náchoda, bitva u Trutnova – rakouský generál Gablenz porazil Prusy
- 28. června – bitva u České Skalice, bitva u Mnichova Hradiště
- 29. června – bitva u Svinišťan, bitva u Dvora Králové a bitva u Jičína
- 1. července – Schválena první rumunská ústava
- 3. července – bitva u Hradce Králové, rozhodující vítězství Pruska ve válce s Rakouskem
- 8. července – Praha byla obsazena pruskou armádou.
- 15. července – Bitva u Tovačova
- 18.–20. července – bitva u Visu, rakouský admirál Wilhelm von Tegetthoff porazil italské loďstvo
- 27. července – Parník Great Eastern dokončil položení prvního transatlantického telegrafního kabelu
- 23. srpna – Mírovou smlouvou je v Praze ukončena Prusko-rakouská válka.
- 12. října – Ve Vídni je smlouvou ukončena válka mezi Rakouskem a Itálií, čímž Rakousko přišlo o Benátky

### Probíhající události
- 1861–1867 – Francouzská intervence v Mexiku

## Vědy a umění
- 5. ledna – V Prozatímním divadle měla premiéru první opera Bedřicha Smetany Braniboři v Čechách.
- 30. května – V Prozatímním divadle měla premiéru opera Bedřicha Smetany Prodaná nevěsta.
- Přírodovědec Gregor Mendel vydal svoji nejznámější práci Versuche über Pflanzen-Hybriden (Pokusy s rostlinnými hybridy).
- 1866–1867 Werner von Siemens a Charles Wheatstone postavili téměř současně nový typ dynama na výrobu stejnosměrného proudu.

### Knihy
- Fjodor Michajlovič Dostojevskij – Zločin a trest
- Victor Hugo – Dělníci moře

## Narození

### Česko

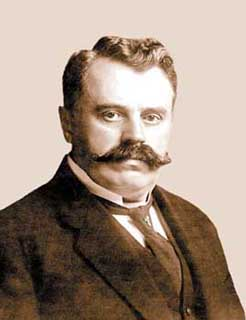
František Udržal (* 3. ledna)

- 3. ledna – František Udržal, československý ministerský předseda († 24. dubna 1938)
- 6. ledna – Josef Bertl, architekt († 30. května 1955)
- 9. ledna – Ladislav Krouský, zakladatel a sanatoria pro rekonvalescenty Stupčicích († 1. listopadu 1929)
- 10. ledna – Václav Švambera, geograf a vysokoškolský pedagog († 27. září 1939)
- 12. ledna – Ján Mudroň, politik († 19. března 1926)
- 17. ledna – Karel Traxler, kněz a šachista († 15. května 1936)
- 28. ledna – Karel Vaněk, politik († 23. února 1924)
- 30. ledna – Bruno Pammer, opat kláštera cisterciáků a politik († 22. listopadu 1924)
- 8. února – Rudolf Hawelka, politik († 1937)
- 22. února – Jindřich Maštálka, politik († 9. září 1926)
- 5. března – Ferdinand Maurer, rakousko-uherský státní úředník a spisovatel († 8. října 1927)
- 8. března – Leopold Prečan, 11. arcibiskup olomoucký a metropolita moravský († 2. března 1947)
- 22. března – Josef Petřík, geodet a vysokoškolský pedagog († 16. května 1944)
- 24. března – Vladimír Helfert, muzikolog († 18. května 1945)
- 27. března – Jaroslav Šafařovič, ředitel Národního divadla v Praze († 13. července 1937)
- 8. dubna – Emanuel Tilsch, právník († 7. srpna 1912)
- 23. dubna – Bohumír Jaroněk, výtvarník a zakladatel Valašského muzea v přírodě († 18. ledna 1933)
- 2. května – Karel Hermann-Otavský, právník, rektor Univerzity Karlovy († 4. září 1939)
- 5. května – František Ehrmann, římskokatolický kněz a spisovatel († 11. února 1918)
- 15. května – Josef Douba, malíř a ilustrátor († 8. dubna 1928)
- 17. května – Rudolf Hofmeister, amatérský historik a spisovatel († 6. října 1934)
- 18. května – Ladislav Haškovec, lékař, profesor neuropatologie († 16. ledna 1944)
- 23. května – Karel Špaček, rektor Českého vysokého učení technického († 22. června 1937)
- 27. června – Emil Navrátil, profesor elektrárenství a rektor ČVUT († 5. července 1928)
- 1. července – Václav Flajšhans, filolog a literární historik († 20. listopadu 1950)
- 20. července
  - Josef Fiedler, fotograf († 8. května 1937)
  - František Soukal, kněz, básník a spisovatel († 12. července 1938)
- 22. července – František Bubák, botanik († 19. září 1925)
- 24. července – Jan Semerád, lékař († 28. srpna 1926)
- 30. července – Alfons Bohumil Šťastný, spisovatel a překladatel († 24. března 1922)
- 5. srpna – Hugo Salus, pražský německy píšící spisovatel a básník († 4. února 1929)
- 27. srpna – Kornel Stodola, politik († 21. října 1946)
- 10. září – František Kaván, malíř a básník († 16. prosince 1941)
- 25. září – Antonín Klášterský, básník a překladatel († 3. listopadu 1938)
- 10. října – Josef Gross, biskup litoměřický († 20. ledna 1931)
- 14. října – Karel Khun, kněz, kronikář a regionální historik († 12. prosince 1921)
- 25. října – Norbert Jan Nepomucký Klein, brněnský biskup a velmistr řádu Německých rytířů († 9. března 1933)
- 2. listopadu
  - Karel Jaroslav Obrátil, spisovatel, básník a překladatel († 5. dubna 1945)
  - František Toužil, politik († 16. února 1939)
- 12. listopadu
  - František Adamec, kněz, včelařský odborník († 5. srpna 1946)
  - Ján Kliešek, politik († 20. ledna 1922)
  - Stanislav Sucharda, sochař († 5. května 1916)
- 15. listopadu – Otmar Hrejsa, politik († 29. listopadu 1946)
- 16. listopadu – Edmund Kirsch, podnikatel († 8. ledna 1954)
- 27. listopadu – František Xaver Stejskal, kněz, profesor církevních dějin a patrologie († 25. prosince 1924)
- 13. prosince – Georg Böllmann, politik († 17. května 1933)
- 16. prosince – Tomáš Eduard Šilinger, katolický politik († 17. června 1913)
- 19. prosince – František Holejšovský, politik († 1. října 1941)
- 22. prosince – Anna Perthen, československá politička německé národnosti († 11. prosince 1957)
- 28. prosince – Josef V. Sterzinger, filolog a lexikograf († 9. ledna 1939)

### Svět

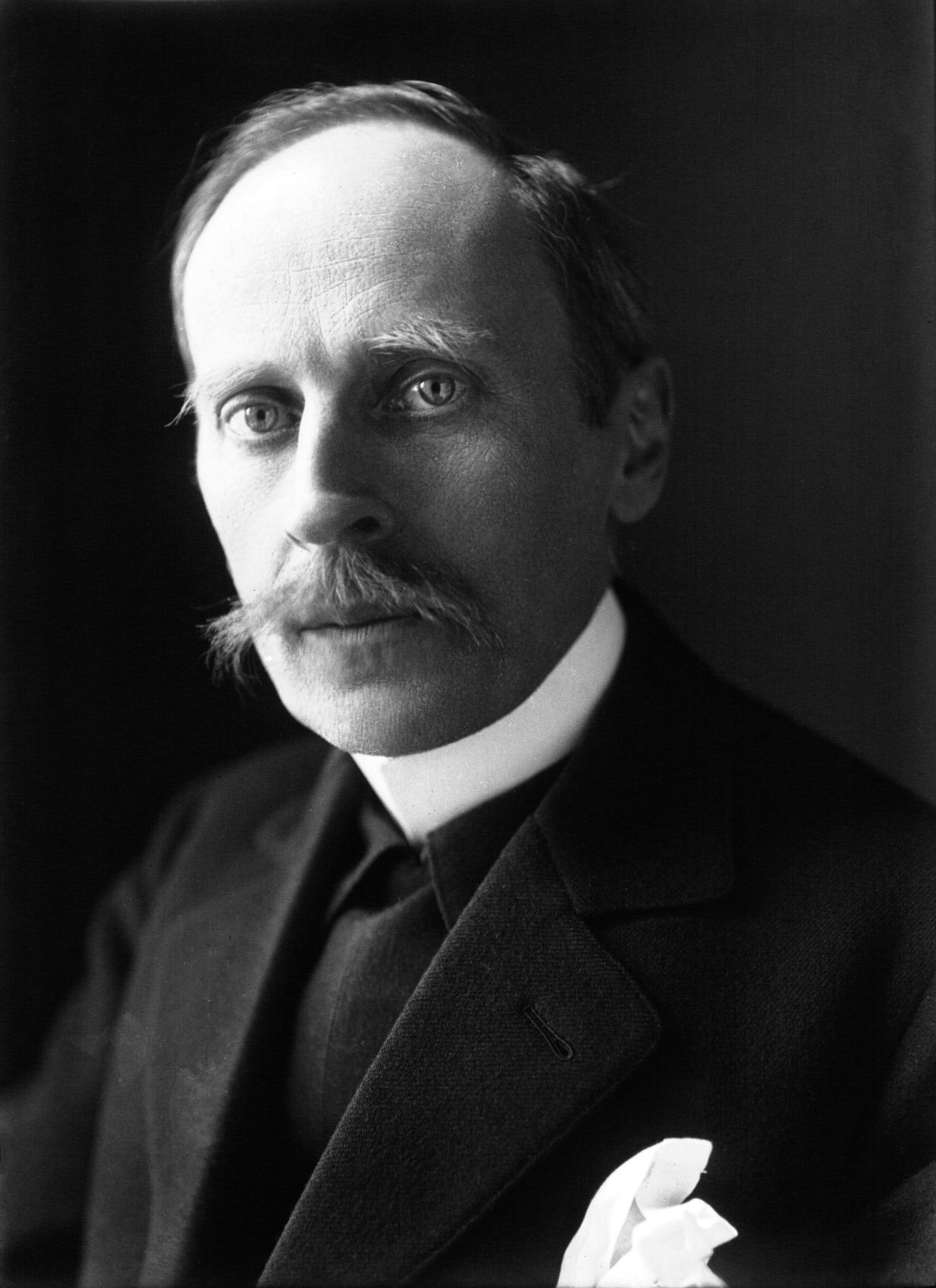
Romain Rolland (* 29. ledna)

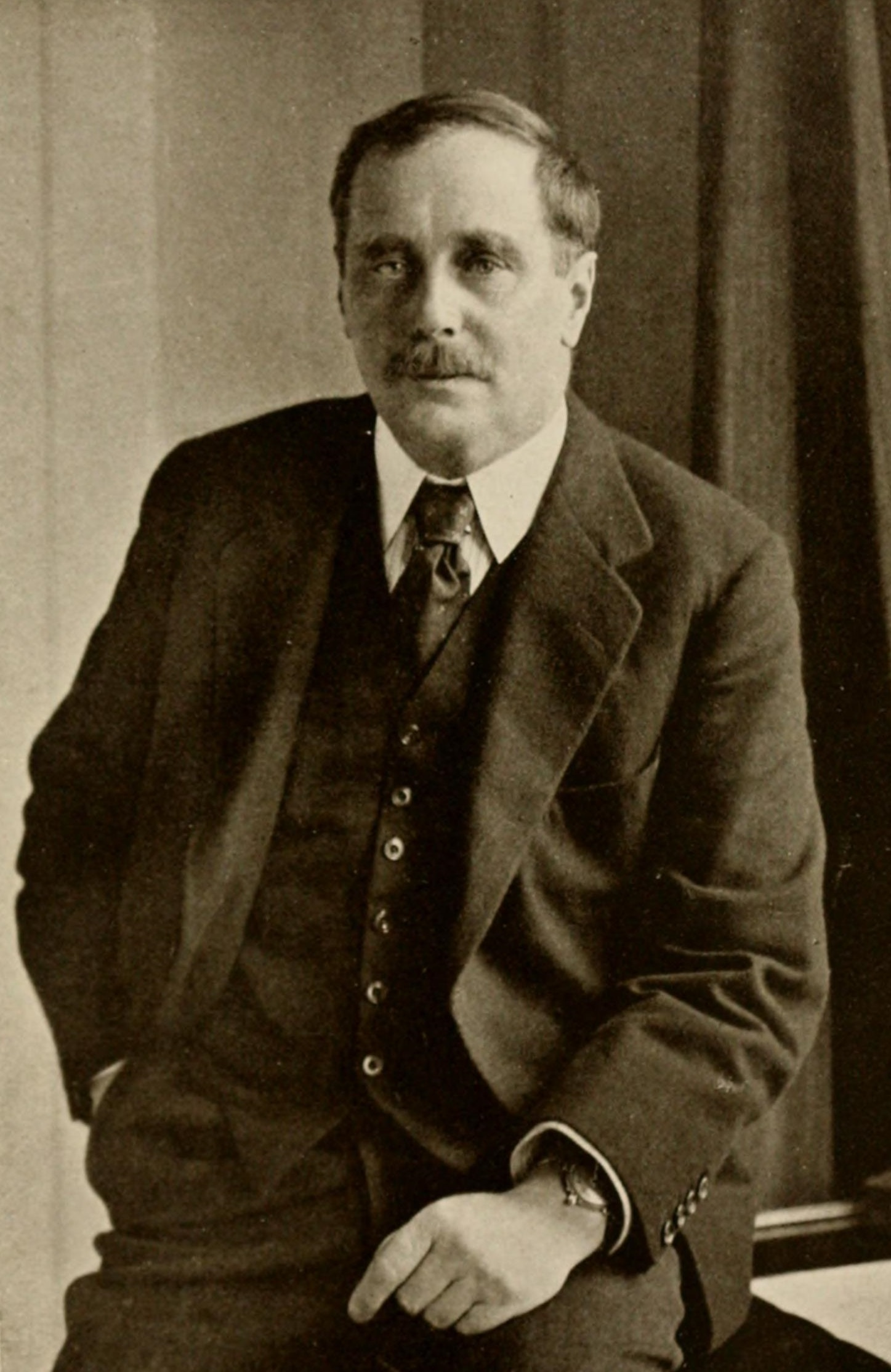
Herbert George Wells (* 21. září)

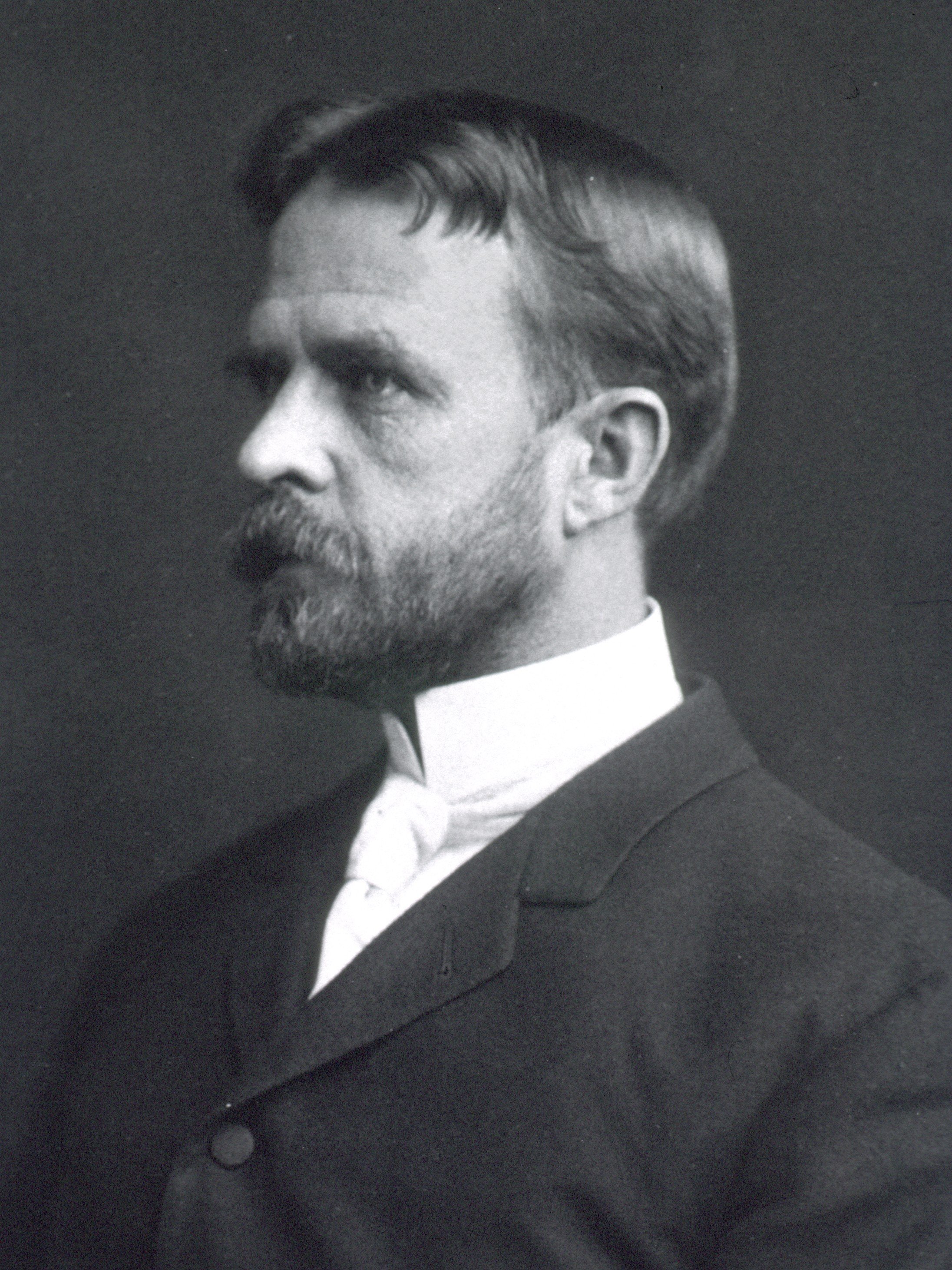
Thomas Morgan (* 25. září)

- 1. ledna – Peter Elfelt, dánský fotograf a filmový režisér († 18. února 1931)
- 4. ledna – Avetis Aharonjan, prezident Arménie († 20. března 1948)
- 9. ledna – Frederick Christian Palmer, anglický fotograf († 1935)
- 13. ledna – Vasilij Sergejevič Kalinnikov, ruský hudební skladatel († 11. ledna 1901)
- 15. ledna – Nathan Söderblom, švédský evangelický teolog († 12. července 1931)
- 21. ledna – Marius Berliet, francouzský automobilový konstruktér († 17. dubna 1949)
- 22. ledna – Gustav de Vries, nizozemský matematik († 16. prosince 1934)
- 24. ledna – Jaan Poska, ministr zahraničních věcí Estonska († 7. března 1920)
- 29. ledna – Romain Rolland, francouzský prozaik, dramatik a hudební historik († 30. prosince 1944)
- 2. února – Enrique Simonet, španělský malíř († 20. dubna 1927)
- 10. února – Gabriel Finne, norský spisovatel († 3. července 1899)
- 11. února – Christian Krollmann, německý filolog a historik († 19. července 1944)
- 12. února – Ladislav Nádaši-Jégé, slovenský lékař, novinář a spisovatel († 2. července 1940)
- 13. února – Lev Šestov, ruský spisovatel a filosof († 20. listopadu 1938)
- 14. února – Nazime Sultan, osmanská princezna a dcera sultána Abdulazize († 25. listopadu 1895)
- 15. února – Pavel Petrovič Trubeckoj, ruský sochař († 12. února 1938)
- 19. února – Mary Andersenová, americká vynálezkyně stěračů († 27. června 1953)
- 20. února – Edwin Diller Starbuck, americký psycholog († 18. listopadu 1947)
- 21. února – August von Wassermann, německý bakteriolog († 16. března 1925)
- 24. února – Hubert Van Innis, belgický lukostřelec, šestinásobný olympijský vítěz († 25. listopadu 1961)
- 25. února
  - Benedetto Croce, italský filosof historik, spisovatel a politik († 20. listopadu 1952)
  - Heinrich Kühn, rakouský fotograf († 14. září 1944)
- 26. února – Ekai Kawaguči, japonský buddhistický mnich, cestovatel († 24. února 1945)
- 28. února – Vjačeslav Ivanov, ruský básník, symbolista, filosof, překladatel († 16. července 1949)
- 25. března – Teodoro Ballo Tena, španělský houslista, dirigent a hudební skladatel († 6. srpna 1962)
- 27. března – Andon Zako Çajupi, albánský spisovatel († 11. července 1930)
- 1. dubna – Ferruccio Busoni, italský hudební skladatel († 27. července 1924)
- 4. dubna – Adolph J. Sabath, americký právník a politik († 6. listopadu 1952)
- 7. dubna – Erik Ivar Fredholm, švédský matematik († 17. srpna 1927)
- 8. dubna – Luisa Žofie Šlesvicko-Holštýnsko-Sonderbursko-Augustenburská, pruská princezna († 28. dubna 1952)
- 11. dubna – Katherine Routledge, britská archeoložka († 13. prosince 1935)
- 13. dubna – Butch Cassidy, americký železniční a bankovní lupič († 7. listopadu 1908)
- 17. dubna – Ernest Starling, britský fyziolog († 2. května 1927)
- 25. dubna – Carlo Bourlet, francouzský vědec a vynálezce, matematik a esperantista († 12. srpna 1913)
- 3. května – Andrzej Hławiczka, polský folklorista a hudebník († 13. července 1914)
- 9. května – Gópál Krišna Gókhalé, představitel indického hnutí za nezávislost († 19. února 1915)
- 10. května – Léon Bakst, ruský malíř († 28. prosince 1924)
- 13. května – Ottokar Nováček, houslista, violista a skladatel českého původu († 3. února 1900)
- 14. května – Alice Boughtonová, americká portrétní fotografka († 21. června 1943)
- 17. května – Erik Satie , francouzský hudební skladatel ( 1. července 1925 Paříž)
  - Julian Marchlewski, polský komunistický ekonom († 22. března 1925)
- 19. května – Tadeusz Rozwadowski, rakouský a polský generál († 1928)
- 28. května – Franz von Bayros, rakouský malíř († 2. dubna 1924)
- 11. června – Irena Hesensko-Darmstadtská, pruská princezna († 11. listopadu 1953)
- 12. června – André Suarès, francouzský spisovatel († 7. září 1948)
- 21. června – Lena Riceová, irská tenistka († 21. června 1907)
- 26. června – George Herbert, 5. hrabě z Carnarvonu, britským šlechtic a egyptolog († 5. dubna 1923)
- 10. července – Sergej Voronoff, chirurg ruského původu, průkopník v oblasti xenotransplantací († 3. září 1951)
- 12. července – Friedrich von Toggenburg, ministr vnitra Předlitavska († 8. března 1956)
- 13. července – La Goulue, francouzská tanečnice († 30. ledna 1929)
- 14. července – Milica Černohorská, černohorská princezna, ruská velkovévodkyně († 5. září 1951)
- 23. července – Francesco Cilea, italský skladatel († 20. listopadu 1950)
- 28. července
  - Beatrix Potterová, anglická spisovatelka a ilustrátorka († 22. prosince 1943)
  - Albertson Van Zo Post, kubánský šermíř († 23. ledna 1938)
- 5. srpna – Chauncey Delos Beadle, kanadský botanik († 1950)
- 12. srpna – Jacinto Benavente, španělský dramatik a básník († 14. července 1954)
- 15. srpna – Italo Santelli, italský šermíř, instruktor šermu v Budapešti († 8. února 1945)
- 21. srpna – František Salvátor Rakousko-Toskánský, rakouský arcivévoda a generál († 20. dubna 1939)
- 22. srpna – Karl Müller, rakouský astronom († 23. října 1942)
- 3. září – John Ellis McTaggart, anglický filozof († 18. ledna 1925)
- 4. září – Simon Lake, americký konstruktér ponorek († 23. června 1945)
- 7. září – Tristan Bernard, francouzský dramatik a spisovatel († 7. prosince 1947)
- 10. září – Jeppe Aakjær, dánský spisovatel († 22. dubna 1930)
- 20. září – George Coșbuc, rumunský básník († 9. května 1918)
- 21. září
  - Charles Nicolle, francouzský lékař, nositel Nobelovy ceny († 28. února 1936)
  - Herbert George Wells, anglický spisovatel († 13. srpna 1946)
- 25. září – Thomas Morgan, americký genetik († 4. prosince 1945)
- 29. září – Mychajlo Hruševskyj, první prezident Ukrajinské národní republiky († 25. listopadu 1934)
- 7. října – Włodzimierz Ledóchowski, generální představený Tovaryšstva Ježíšova († 13. prosince 1942)
- 9. října – Emine Nazikedâ Kadınefendi, manželka osmanského sultána Mehmeda VI. († 4. dubna 1941)
- 12. října – Ramsay MacDonald, první labouristický předseda britské vlády († 9. listopadu 1937)
- 19. října – Lothar Schreyer, německý malíř († 18. června 1966)
- 25. října – Johann Paul Karplus, rakouský neuropsycholog a psychiatr († 13. února 1936)
- 26. října – William Wauer, německý sochař a režisér († 10. března 1962)
- 28. října – Ramón María del Valle-Inclán, španělský spisovatel († 5. ledna 1936)
- 5. listopadu – Machiel Hendricus Laddé, nizozemský fotograf a filmový režisér († 18. února 1932)
- 9. listopadu – Ferdinand Hanusch, ministr rakouských vlád a autor sociální reformy († 28. září 1923)
- 11. listopadu – Antoine Meillet, francouzský jazykovědec, indoevropeista a slavista († 21. září 1936)
- 12. listopadu – Sunjatsen, první prezident Čínské republiky († 12. března 1925)
- 21. listopadu – Sigbjørn Obstfelder, norský básník a spisovatel († 29. července 1900)
- 26. listopadu – Andreas Bauer, františkánský misionář, mučedník, katolický světec († 9. července 1900)
- 12. prosince – Alfred Werner, německý chemik († 15. listopadu 1919)
- 14. prosince – William Howard Hay, americký lékař a spisovatel († 20. dubna 1940)
- 15. prosince – René Quinton, francouzský fyziolog a průkopník letectví († 9. července 1925)
- 16. prosince
  - Vasilij Kandinskij, ruský malíř († 13. prosince 1944)
  - Alexandr Protopopov, poslední ministr vnitra Ruského impéria († 27. října 1918)
- 17. prosince – Konrad Stäheli, švýcarský sportovní střelec († 5. listopadu 1931)
- 25. prosince – James Ewing, americký patolog († 16. května 1943)
- 27. prosince – Albert Mockel, belgický básník († 30. ledna 1945)
- ? – Elijahu Berligne, signatář deklarace nezávislosti Státu Izrael († 25. února 1959)
- ? – Heinrich Götz, vratislavský fotograf německého původu († 1931)
- ? – William James, kanadský fotograf († 1948)
- ? – Mary Pearceyová, anglická vražedkyně († 23. prosince 1890)

## Úmrtí

### Česko

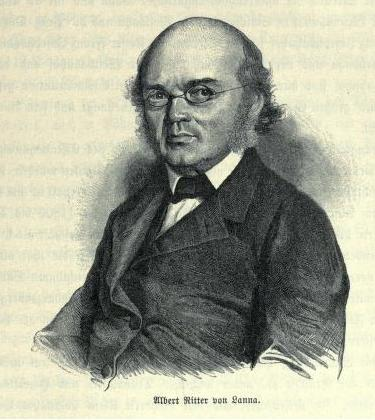
Vojtěch Lanna († 15. ledna)

- 6. ledna – Gustav Skřivan, matematik (* 11. ledna 1831)
- 15. ledna – Vojtěch Lanna, průmyslník a stavitel (* 23. srpna 1805)
- 28. dubna – Jan Slavomír Tomíček, spisovatel, novinář a historik (* 1806)
- 26. května – Ignác Leopold Kober, nakladatel (* 6. ledna 1825)
- 13. června – Jakub Beer, velmistr řádu křižovníků s červenou hvězdou a politik (* 16. února 1796)
- 8. srpna – Josef Šembera, kreslíř a grafik (* 23. dubna 1794)
- 11. září – Jan Koppel, rektor olomoucké univerzity (* 1808)
- 28. října – František Pelegrin Hrdina, hudební skladatel působící na Slovensku (* 1793)
- 3. prosince – Engelbert Eligius Richter, historik, teolog, rektor univerzity v Olomouci (* 1796)
- 7. prosince – Celestýn Opitz, chirurg, průkopník anesteziologie (* 25. února 1810)
- ? – Karel Hubatka, poslanec Českého zemského sněmu (* 1790)

### Svět

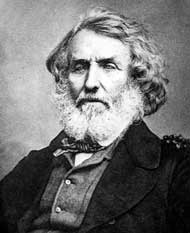
George Everest († 1. prosince)

- 15. ledna – Massimo d'Azeglio, italský spisovatel (* 24. října 1798)
- 2. února – Léopold Aimon, francouzský skladatel (* 4. října 1779)
- 11. února – Thuvajni bin Saíd, sultán Maskatu a Ománu (* 1821)
- 21. února – Nils Gustaf Nordenskjöld, finský mineralog (* 12. října 1792)
- 24. února – Bernhard Rudolf Abeken, německý filolog (* 1. prosince 1780)
- 6. března – William Whewell, všestranný britský vědec a spisovatel (* 24. května 1794)
- 10. března – Jicchak Me'ir Alter, polský rabín dynastie Ger (* 1799)
- 17. března – Josef Emanuel Fischer, rakouský průmyslník a entomolog (* 19. února 1787)
- 23. března – Ferdinand von Arnim, německý architekt a malíř (* 15. září 1814)
- 24. března – Marie Amálie Neapolsko-Sicilská, manželka posledního francouzského krále Ludvíka Filipa (* 26. dubna 1782)
- 29. března – Menachem Mendel Schneersohn, chasidský rabín (* 20. září 1789)
- 8. dubna – Benjamin Guy Babington, anglický lékař a epidemiolog (* 5. března 1794)
- 20. dubna – Stanisław Hernisz, polský bojovník za svobodu a spisovatel (* ? 1805)
- 24. dubna – Hermann Hupfeld, německý teolog a orientalista (* 31. března 1796)
- 5. června – John McDouall Stuart, skotský cestovatel (* 7. září 1815)
- 30. června – Antoni Józef Gliński, polský spisovatel (* 1817)
- 7. července – Adolf Diesterweg, německý pedagog (* 29. října 1790)
- 8. července – Joseph Hippolyte Guibert, francouzský arcibiskup a kardinál (* 13. prosince 1802)
- 20. července – Bernhard Riemann, německý matematik (* 17. září 1826)
- 14. srpna – Karol Kuzmány slovenský evangelický farář a spisovatel (* 16. listopadu 1806)
- 24. srpna – Max Haushofer, německý malíř (* 12. září 1811)
- 6. září – Francis Thornhill Baring, britský politik (* 20. dubna 1796)
- 17. září – František z Camporossa, katolický světec (* 27. prosince 1804)
- 20. září – Friedrich Adolph Haage, německý botanik a zahradník (* 24. března 1796)
- 21. září – Karl Ludwig Hencke, německý astronom (* 8. března 1793)
- 26. září – Carl Jonas Love Almqvist, švédský básník, skladatel a cestovatel (* 28. listopadu 1793)
- 6. října – Carlo Caccia Dominioni, italský biskup (* 14. května 1802)
- 18. října – Philipp Franz von Siebold, německý lékař a cestovatel (* 17. února 1796)
- 11. listopadu – Gaetano Baluffi, italský kardinál (* 29. března 1788)
- 14. listopadu – Michal I. Portugalský, portugalský vzdorokrál (* 26. října 1802)
- 1. prosince – George Everest, britský zeměměřič a průzkumník Indie (* 4. července 1790)
- ? – Lucien Vidie, francouzský vynálezce (* 1805)

## Hlavy států
- Papež – Pius IX. (1846–1878)

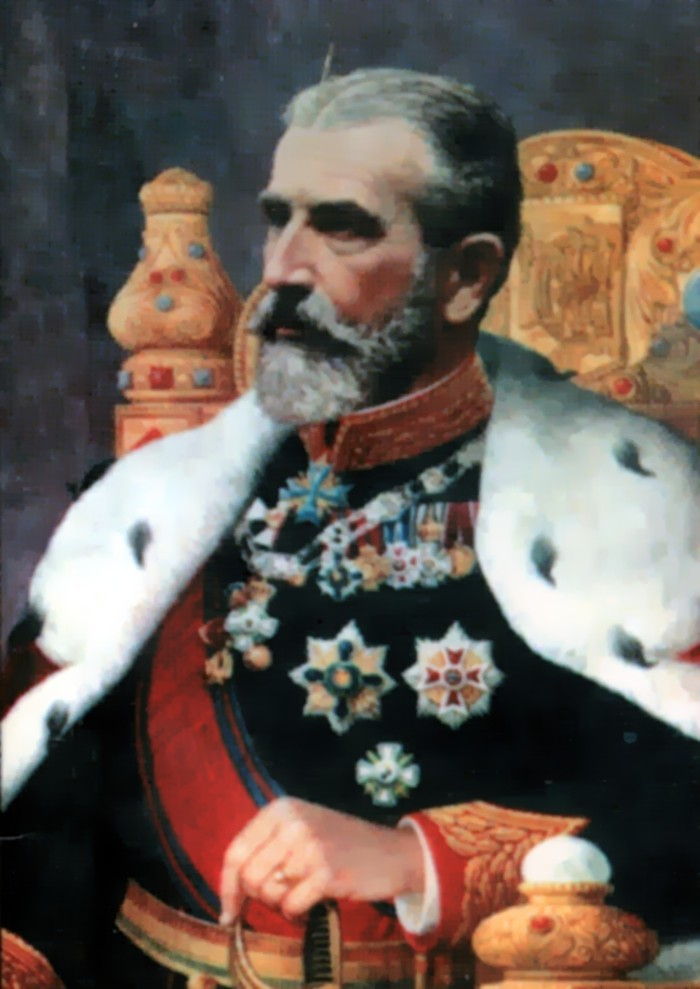
V roce 1866 se rumunským knížetem stal Karel I. Rumunský

- Království Velké Británie – Viktorie (1837–1901)
- Francie – Napoleon III. (1852–1870)
- Uherské království – František Josef I. (1848–1916)
- Rakouské císařství – František Josef I. (1848–1916)
- Rusko – Alexandr II. (1855–1881)
- Prusko – Vilém I. (1861–1888)
- Bavorsko – Ludvík II. (1864–1886)
- Dánsko – Kristián IX. (1863–1906)
- Švédsko – Karel XV. (1859–1872)
- Belgie – Leopold II. Belgický (1865–1909)
- Nizozemsko – Vilém III. Nizozemský (1849–1890)
- Řecko – Jiří I. Řecký (1863–1913)
- Španělsko – Isabela II. Španělská (1830–1870)
- Portugalsko – Ludvík I. Portugalský (1861–1889)
- Itálie – Viktor Emanuel II. (1861–1878)
- Rumunsko – Alexandr Ioan Cuza (1859–1866) / Karel I. Rumunský (1866–1881 kníže, 1881–1914 král)
- Osmanská říše – Abdulaziz (1861–1876)
- USA – Andrew Johnson (1865–1869)
- Japonsko – Kómei (1846–1867)